# یواس‌اس پامپانگا (پی‌جی-۳۹)
یواس‌اس پامپانگا (پی‌جی-۳۹) (به انگلیسی: USS Pampanga (PG-39)) یک کشتی بود که طول آن ۱۲۱ فوت (۳۷ متر) بود. این کشتی در سال ۱۸۸۸ ساخته شد.